# Illa Korenczuk
Illa Ihorowycz Korenczuk, ukr. Ілля Ігорович Коренчук, błr. Ілья Ігаравіч Каранчук – Ilja Iharawicz Karanczuk, ros. Илья Игоревич Коренчук – Ilja Igoriewicz Korienczuk (ur. 13 stycznia 1995 w Kobryniu, Białoruś) – ukraiński hokeista pochodzenia białoruskiego, reprezentant Ukrainy.

## Kariera
- Mołoda Hwardija Donieck (2013-2014)
- Kristałł Bierdsk (2014-2015)
- HK Krzemieńczuk (2015-2017)
- Donbas Donieck (2017-2021)
- Altajir Drużkiwka (2021-2022)
- KH Energa Toruń (2022-2023)
- GKS Tychy (2023-2024)
- Zagłębie Sosnowiec (2024-2025)

Urodził się na Białorusi i jest wychowankiem tamtejszego klubu HK Brześć. Do 16 roku życia mieszkał w Mińsku i był kadrowiczem młodzieżowych reprezentacji Białorusi, po czym w 2017 zadeklarował zmianę obywatelstwa na ukraińskie. W 2020 informował o trwającej procedurze przyjęcia obywatelstwa Ukrainy.
Od 2013 do 2015 przez dwa sezony występował w rosyjskich rozgrywkach juniorskich MHL, wpierw w barwach ukraińskiego zespołu z Doniecka, potem w rosyjskim Biedrsku. Od 2015 był zawodnikiem w lidze ukraińskiej, najpierw przez dwa lata w Krzemieńczuk, a od 2017 przez pięć sezonów w Doniecku. Po rozpadzie rozgrywek UHL dokończył sezon w barwach Altajira Drużkiwka w Superlidze, będąc zastępcą kapitana drużyny. W maju 2022 ogłoszono jego transfer do KH Energa Toruń w Polskiej Hokej Lidze. Od maja 2023 związany kontraktem z GKS Tychy. Od maja 2024 zawodnik Zagłębia Sosnowiec. Po sezonie 2024/2025 jego kontrakt z tym klubem został rozwiązany.
W barwach seniorskiej reprezentacji Ukrainy uczestniczył w turniejach mistrzostw świata edycji 2022, 2023 (Dywizja IB), 2025 (Dywizja IA).

## Sukcesy
Klubowe
- Brązowy mistrzostw Ukrainy: 2016 z HK Krzemieńczuk
- Srebrny medal mistrzostw Ukrainy: 2017 z HK Krzemieńczuk, 2020 z Donbasem Donieck
- Złoty medal mistrzostw Ukrainy: 2018, 2019, 2021 z Donbasem Donieck
- Superpuchar Polski: 2023 z GKS Tychy
- Puchar Polski: 2023 z GKS Tychy
- Brązowy medal mistrzostw Polski: 2024 z GKS Tychy

Indywidualne
- Ukraińska Hokejowa Liga (2016/2017):
  - Pierwsze miejsce w klasyfikacji strzelców w sezonie zasadniczym: 27 goli[7]
  - Trzecie miejsce w klasyfikacji asystentów w sezonie zasadniczym: 29 asyst[8]
  - Pierwsze miejsce w klasyfikacji kanadyjskiej w sezonie zasadniczym: 56 punktów[9]
  - Piąte miejsce w klasyfikacji strzelców w fazie play-off: 4 gole[10]
  - Trzecie miejsce w klasyfikacji asystentów w fazie play-off: 79 asyst[11]
  - Trzecie miejsce w klasyfikacji kanadyjskiej w fazie play-off: 11 punktów[12]
- Ukraińska Hokejowa Liga (2017/2018):
  - Piąte miejsce w klasyfikacji strzelców w sezonie zasadniczym: 26 goli[13]
  - Trzecie miejsce w klasyfikacji asystentów w sezonie zasadniczym: 45 asyst[14]
  - Trzecie miejsce w klasyfikacji kanadyjskiej w sezonie zasadniczym: 71 punktów[15]
  - Czwarte miejsce w klasyfikacji strzelców w fazie play-off: 5 goli[16]
- Ukraińska Hokejowa Liga (2018/2019):
  - Piąte miejsce w klasyfikacji strzelców w sezonie zasadniczym: 20 goli[17]
  - Piąte miejsce w klasyfikacji asystentów w sezonie zasadniczym: 26 asyst[18]
  - Piąte miejsce w klasyfikacji kanadyjskiej w sezonie zasadniczym: 46 punktów[19]
  - Pierwsze miejsce w klasyfikacji strzelców w fazie play-off: 6 goli[20]
  - Ósme miejsce w klasyfikacji asystentów w fazie play-off: 5 asyst[21]
  - Szóste miejsce w klasyfikacji kanadyjskiej w fazie play-off: 11 punktów[22]
  - Najlepszy obcokrajowiec sezonu[23]
- Ukraińska Hokejowa Liga (2019/2020):
  - Czwarte miejsce w klasyfikacji strzelców w sezonie zasadniczym: 22 gole[24]
- Mistrzostwa Świata w Hokeju na Lodzie 2023 (I Dywizja)#Grupa B:
  - Drugie miejsce w klasyfikacji strzelców turnieju: 6 goli[25]
  - Czwarte miejsce w klasyfikacji kanadyjskiej turnieju: 10 punktów[26]